# Gretchen Lederer
Gretchen Lederer, nata Gretchen Schwallenback (Colonia, 23 maggio 1891 – Anaheim, 20 dicembre 1955), è stata un'attrice tedesca.

## Filmografia
- Hearts in Conflict, regia di Edward J. Le Saint - cortometraggio (1912)
- Business Is Business, regia di Otis Turner (1915)
- Two Men of Sandy Bar, regia di Lloyd B. Carleton (1916)
- The Mark of Cain, regia di Joseph De Grasse (1916)
- The Rescue, regia di Ida May Park (1917)
- The Lair of the Wolf, regia di Charles Swickard (1917)
- The Little Pirate, regia di Elsie Jane Wilson (1917)
- The Spotted Lily, regia di Harry Solter (1917)
- Bondage, regia di Ida May Park (1917)
- Princess Virtue, regia di Robert Z. Leonard (1917)
- The Cricket, regia di Elsie Jane Wilson (1917)
- The Silent Lady, regia di Elsie Jane Wilson (1917)
- My Little Boy, regia di Elsie Jane Wilson (1917)
- New Love for Old, regia di Elsie Jane Wilson (1918)
- The Kaiser, the Beast of Berlin, regia di Rupert Julian (1918)
- Wife or Country, regia di E. Mason Hopper - cortometraggio (1918)